# Jelena Iwanowna Andrejanowa

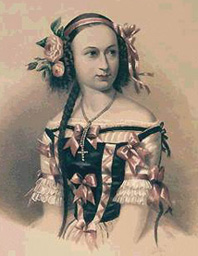
Jelena Andrejanowa (um 1840)

Jelena Iwanowna Andrejanowa (russisch Елена Ивановна Андреянова; * 13. Juli 1819 in St. Petersburg; † 26. oder 28. Oktober 1857 in Paris) war eine russische Balletttänzerin. Sie gilt als herausragende russische Balletttänzerin in der Zeit des romantischen Balletts. Sie etablierte sich für viele Jahre am Bolschoi-Ballett, mit dem sie durch Europa tourte und in Mailand eine Bronzemedaille erhielt. Die russische Historikerin Vera Krasovskaja bezeichnete Andrejanowa sogar als das größte russische Talent ihrer Zeit auf der Ballettbühne in St. Petersburg.

## Leben
Andreyanova ging auf die Kaiserliche Theaterschule in Sankt Petersburg. Avdotia Istomina war eine ihrer Lehrerinnen. Nach ihrem Abschluss im Jahr 1837 trat sie der Kaiserlichen Theatertruppe von Sankt Petersburg bei und debütierte am Bolschoi-Ballett.
In älterer Literatur finden sich einige Memorien über Andreianovas Rivalität zu Ekatharina Sankowskaya oder auch darüber, dass ein Zuschauer bei einer Andreianovas Aufführungen eine tote Katze auf die Bühne geworfen habe Ebenso ist die Episode überliefert, dass der Direktor der kaiserlichen Theater in St. Petersburg und Moskau, Alexander Guedeonov ihr „zu Füßen gelegen“ habe, angeblich war sie seine Geliebte. Er sorgte dafür, dass sie in Moskauer Bolschoi auftrat, statt in St. Petersburg. Allgemein soll sie auf Widerstand gestoßen sein. Immerhin sei das Publikum einschließlich der Zeitungen von Sankowskaya noch sehr beeindruckt gewesen. Anfangs ausgepfiffen, erarbeitete sich Andreianova in Moskau aber die Gunst des Publikums.
Bei ihrem Debüt in Moskau traf sie erstmals auf Filippo Taglioni und seine Tochter Marie, die von Andreianovas Talent beeindruckt waren. Andreianova besuchte nun einige Kurse bei Taglioni und tanzte mit dessen Tochter.

„Die berühmte Fanny Elsler war im ersten Akt unnachahmlich, im zweiten jedoch viel schwächer; Im zweiten glänzten Madame Grand und Richard mehr; nur Frau Andreyanova war sowohl im ersten als auch im zweiten gleich hervorragend“

Sie tanzte mehrere Ballette Filippo Taglionis in ihrer Erstaufführung, zum Beispiel La Gitana (1838), La Révolte au Sérail (1840), L'Ecumeur des Mers und Le Lac des Fées (beide 1841). Bis dahin tanzte sie eher Nebenrollen, arbeitete aber unermüdlich an der Ausübung ihrer in der Schule erlernten Fähigkeiten. Am 18. Dezember 1842 tanzte sie als erste Russin die Titelrolle in Giselle, was als ihre größte Leistung betrachtet wird. Zeitgenössische Kritiken lobten ihre „Macht und Feuer“ und hoben ihre Dramatik im Finale des ersten Akts hervor. Andreianovas getanzte Rolle in Giselle wurde lange Vorbild für russische und ausländische Tänzerinnen.
Sie tanzte auch die Hauptrolle in La Peri (1844) von Jean Coralli, ebenso die Hauptrollen in Paquita (1847) und Satanella ou Amour et Enfer von Marius Petipa. (1848) Jules Perrot choreographierte im Jahr 1850 für Andreianova die Rollen der Schwarzen Fee in La Filleule des Fées und der Gräfin Berta in Le Diable à Quatre.
Darüber hinaus tanzte sie die Hauptrollen in L'Ombre von Taglioni (1839), Don Juan von Alexis Blaches (1840), Flore et Zéphire von Didelots (1842) und Perrots Ondine, ou La Naïade (1851). Für eine Benefizvorstellung im Jahr 1853 tanzte Andreianova die Rolle der Frau des Grafen Ragotsky in Didelots vierzig Jahre zuvor choreographierten Ballett La Chaumière Hongroise.
Mit Fanny Elssler begann Andreyanova ihre eigene Kampagne mit Volkstänzen wie Mazurka, Cachucha, Bolero und Saltarello. Sie führte auch Charaktertänze in Opern auf, beispielsweise Lesginka und Ludmila von Michail Glinka und den slawischen Tanz in Aleksei Verstovskys Askolds Grab.
Zwischen 1844 und 1852 tourte sie durch Hamburg, Paris, Mailand und London. In Mailand besuchte sie die Kurse von Carlo Blasis und empfing für ihre Leistung eine Bronzemedaille. Londoner Zeitungen hoben im Sommer 1852 Andreianovas von Natur aus schlanke Figur und ihr ausdrucksstarkes Gesicht hervor, nachdem sie im Convent Garden aufgetreten war. Berichten zufolge weigerte sich der Besitzer der Pariser Oper, Andreianova zu bezahlen. Stattdessen verlangte er Geld von ihr selbst für die Möglichkeit, die Pariser Oper als Darstellungsplattform nutzen zu können. Andreianova revanchierte sich demnach, indem sie den Marius Petipa überzeugte, das Pariser Ballett zu verlassen und sich dem russischen Ballett anzuschließen.
1853/54 leitete sie eine eigene Ballettgruppe und choreographierte das Ballett „Der Brunnen von Bachtschissarai“. Mit ihrer Gruppe tourte sie durch die russischen Provinzen Odessa, Charkow, Poltawa, Kursk und Woronesch.
Ihr letzter Auftritt war am 14. November 1855 in Woronesch, danach wurde sie schwer krank. Sie ließ sich zuletzt in Paris behandeln, wo sie im Oktober 1857 im Alter von 38 Jahren starb.

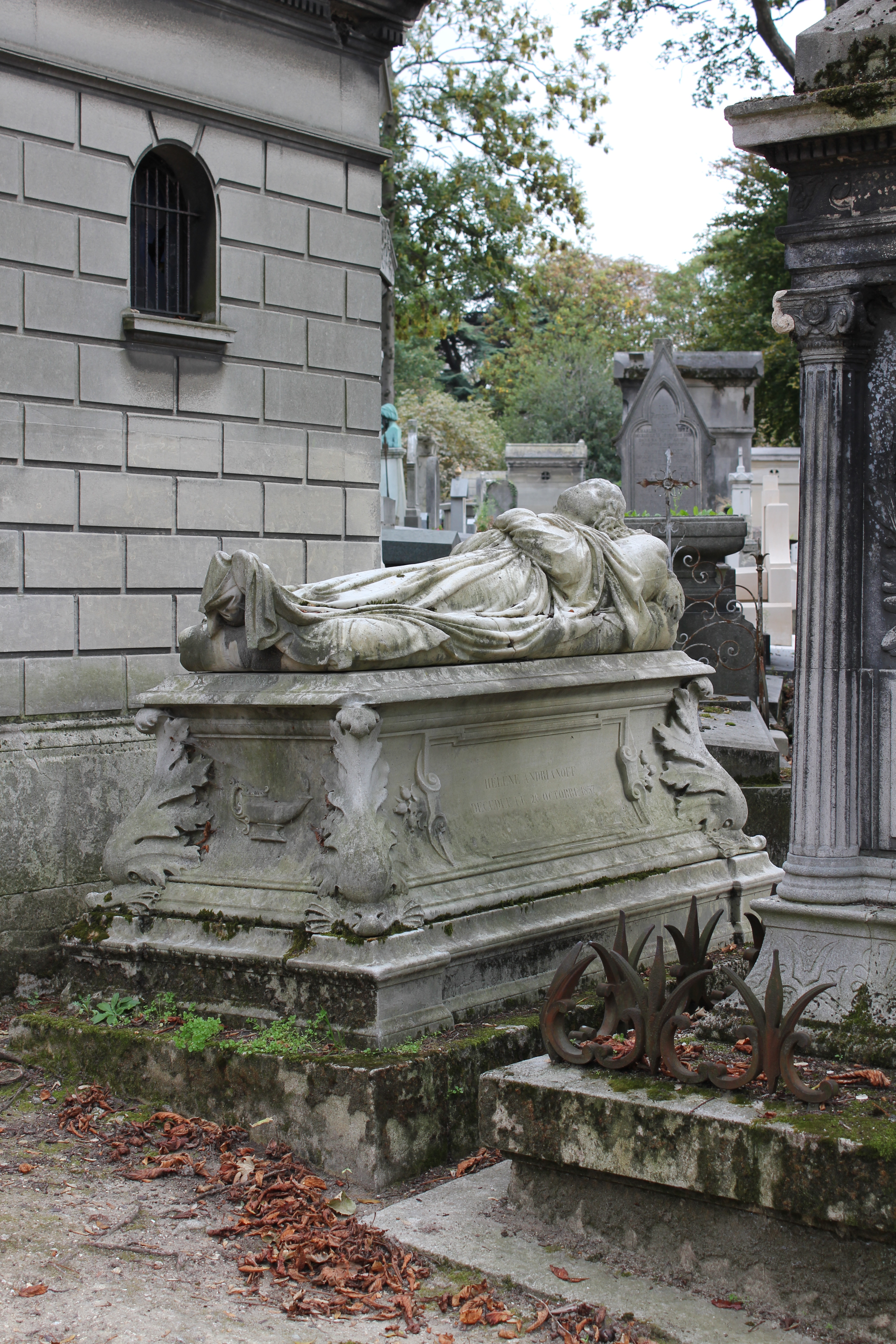
Grabstein auf dem Cimetière du Père-Lachaise

Ihr Grab befindet sich auf dem Pariser Friedhof Cimetière du Père-Lachaise.

## Charakteristik
Andreyanova zeichnete sich durch ihre hohe tänzerische Technik aus und durch ihre Ausdrucksstärke. Sie widmete sich vollständig der Figur der Person, die sie darstellte.
Andreyanovas Stil war von den ästhetischen Prinzipien des narrativen Handlungsballetts beeinflusst, das Charles Didelot im frühen 19. Jahrhundert in Russland eingeführt hatte. Des Weiteren wurde ihre Virtuosität und Perfektion ihres Tanzes in Rollen, ihre Kraft, Extravaganz und Improvisation gelobt.